# Frédéric de Brandebourg (général)
Victor-Gustave-Charles-Frédéric comte de Brandebourg (né le 30 mars 1819 à Potsdam et mort le 3 août 1892 à Domanze) est un général de cavalerie prussien.

## Biographie

### Origine

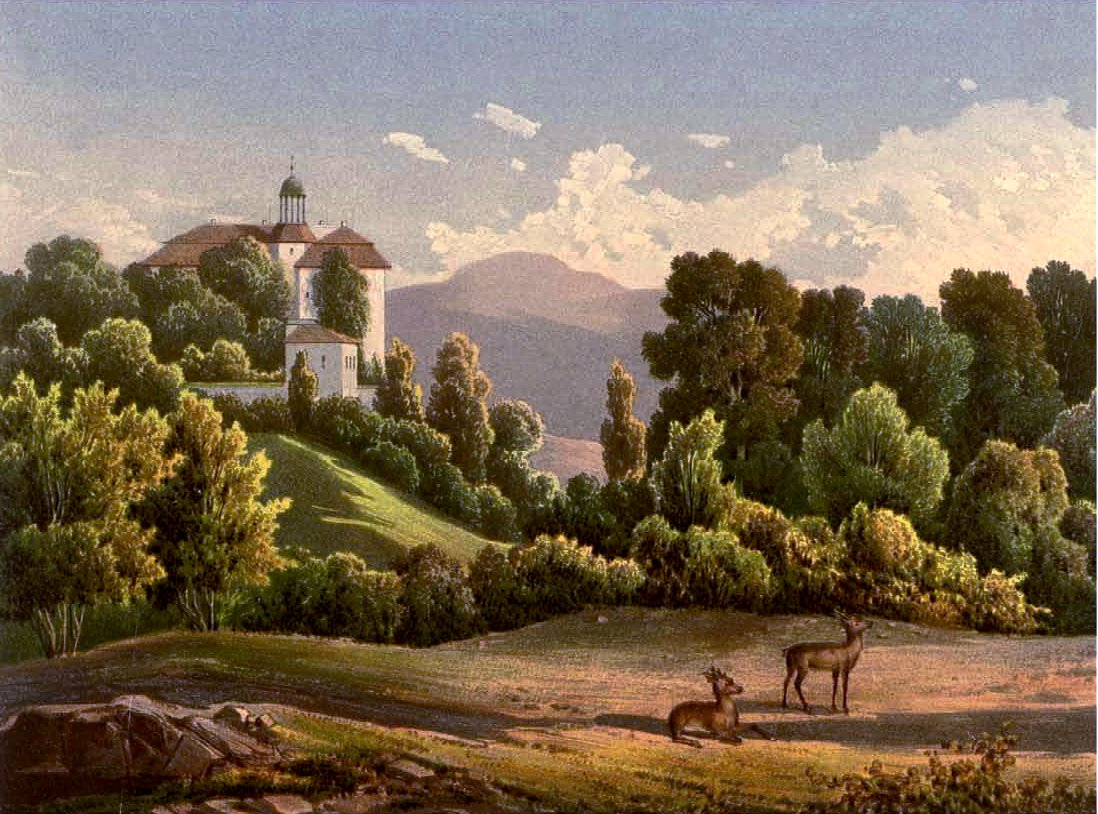
Château de Domanze vers 1860, Collection Alexander Duncker

Friedrich est le fils du ministre-président prussien Frédéric-Guillaume de Brandebourg et de son épouse Mathilda, née von Massenbach (1795-1855). Le général de cavalerie prussien Guillaume de Brandebourg est son frère jumeau.

### Carrière militaire
Il étudie d'abord l'Académie de chevalerie de Brandebourg et s'engage le 1er juillet 1836 dans le régiment des Gardes du Corps de l'armée prussienne. Brandebourg fait partie de ce régiment pendant 30 ans. Avec sa promotion au rang de Rittmeister, Brandebourg devient le 13 février 1851 chef de la 6e compagnie et est promu l'année suivante commandant de la compagnie de corps. Lors de la mobilisation, Brandebourg prend en charge le régiment le 14 juin 1859, est chargé de continuer à le commander après la démobilisation et est finalement nommé commandant du régiment le 12 mai 1860. Tout en restant à ce poste, il est promu lieutenant-colonel le 18 octobre 1861 et nommé aide de camp du roi.
Pendant la guerre contre l'Autriche, Brandebourg dirige son régiment en 1866 dans les batailles de Skalitz, Schweinschädel et Sadowa. Après le traité de Prague, il reçoit le grade et les honoraires de commandant de brigade ainsi que les épées de l'ordre de la Couronne de 2e classe pour ses prestations pendant la guerre. Tout en restant à la suite de son régiment et en conservant son poste d'adjudant d'aile, il est nommé le 30 octobre 1866 commandant de la 1re brigade de cavalerie de la Garde. En tant que tel, Brandenburg est promu major général le 22 mars 1868 et nommé en même temps général à la suite du roi. Fin novembre 1869, il participe aux funérailles du prince Albert de Schwarzbourg-Rudolstadt au nom de Guillaume Ier.
Brandebourg mène sa brigade en 1870/71 dans la guerre contre la France dans les batailles de Saint-Privat, Beaumont, Le Bourget et le siège de Paris. Pour son travail dans la bataille de Sedan, Brandebourg reçoit la croix de fer de 2e classe. Après le traité de paix, il est nommé commandant de la 11e division d'infanterie à Breslau et promu Generalleutnant en mars de l'année suivante. Tout en le laissant à son poste de commandant de division, l'empereur le nomme son adjudant général le 10 septembre 1873. Le 13 janvier 1880, il est mis à la retraite, mais conserve son poste d'adjudant-général et doit continuer à figurer dans les classements de l'armée.
Brandenbourg devient général de cavalerie le 18 septembre 1880, fête ses 50 ans de service le 1er juillet 1886 et Guillaume Ier l'élève au rang de chevalier de l'ordre de l'Aigle noir le 22 mars 1887. Après la mort du premier empereur, il passe à son successeur Frédéric III comme adjudant général.
En 1888, il est ambassadeur de Prusse à Bruxelles et à Lisbonne avec le statut de conseiller privé effectif. Il est mort à peine quatre mois après son frère jumeau, sans être marié.